# Califatul Rashidun
Califatul Rașidun (arabă الخلافة الراشدية‎), cunoscut și sub denumirea de "Califatul Bine-Călăuzit", a fost primul califat (imperiu islamic), înființat în anul 632, la moartea profetului Mahomed și care a fost condus de primii patru califi din istorie (lista mai jos). Califatul s-a extins din Peninsula Arabă către Levant, Caucaz și Africa de Nord la vest și până în munții iranieni și Asia Centrală către est. A fost unul dintre cele mai mari imperii ca întindere din istorie până în acel moment.
Califatul Rashidun a fost format din primii patru califi succesivi (lit. ) care au urmat morții comunității musulmane succesorii musulmanilor. profetul Muhammad în 632 – Abu Bakr (r. 632–634), Umar (r. 634–644), Uthman (r. 644–656) și Ali (r. 656–661). S-a încheiat cu moartea lui Ali și înființarea Califatului Omayyad în 661 de către Mu'awiya ibn Abu Sufyan (r. 661–680). În timpul existenței Califatului, imperiul a fost cea mai puternică forță economică, culturală și militară din Asia de Vest și Africa de Nord-Est. În islamul sunnit, se consideră că califatul a fost „îndrumat corect” (sensul lui al-Rāshidūn; الراشدون), ceea ce înseamnă că constituie un model (sunna) de urmat și emulat din punct de vedere religios.Califii sunt cunoscuți în istoria musulmană și ca califi „ortodocși” sau „patriarhali”.
Califatul a apărut în urma morții lui Mahomed în iunie 632 și a dezbaterii ulterioare cu privire la succesiunea la conducerea sa. Însoțitorul apropiat al lui Muhammad, Abu Bakr, din clanul Banu Taym, a fost ales primul calif din Medina și a început cucerirea Peninsulei Arabe. Scurta lui domnie s-a încheiat în august 634 când a murit și a fost succedat de Umar, succesorul său numit din clanul Banu Adi. Sub Umar, califatul sa extins într-un ritm fără precedent, conducând peste două treimi din Imperiul Bizantin și aproape întregul Imperiu Sasanian. Umar a fost asasinat în noiembrie 644 și a fost succedat de Uthman, un membru al clanului Banu Umayya, care a fost ales de un comitet de șase persoane organizat de Umar. Sub Uthman, califatul și-a încheiat cucerirea Persiei în 651 și a continuat expedițiile în teritoriile bizantine.
Uthman a fost asasinat în iunie 656 și i-a succedat Ali, un membru al clanului Banu Hashim, care a transferat capitala la Kufa. Ali a prezidat războiul civil numit Primul Fitna, deoarece suzeranitatea sa a fost nerecunoscută de ruda lui Uthman și guvernatorul Siriei Mu'awiya ibn Abu Sufyan (r. 661–680), care credea că ucigașii lui Uthman ar trebui pedepsiți imediat. În plus, o a treia facțiune cunoscută sub numele de Kharijites, care au fost foști susținători ai lui Ali, s-a răzvrătit atât împotriva lui, cât și împotriva lui Mu'awiya, după ce a refuzat să accepte arbitrajul în bătălia de la Siffin. Războiul a dus la răsturnarea Califatului Rashidun și la înființarea Califatului Omayyad în 661 de către Mu'awiya. Războiul civil a consolidat permanent diviziunea dintre musulmanii sunniți și șiiți, musulmanii șiiți crezând că Ali este primul calif de drept și imam după Mohamed, favorizând legătura lui de sânge cu Mahomed.
Califatul Rashidun este caracterizat de o perioadă de 25 de ani de expansiune militară rapidă, urmată de o perioadă de cinci ani de lupte interne. Armata Rashidun număra peste 100.000 de oameni la apogeul său. Prin anii 650, pe lângă Peninsula Arabică, califatul a subjugat Levantul Transcaucazului în nord; Africa de Nord de la Egipt până la Tunisia actuală în vest; și Podișul Iranian în părți ale Asiei Centrale și de Sud din est. Cei patru califi Rashidun au fost aleși de un mic organism electoral – format din membri proeminenți ai tovarășilor de rang înalt ai Profetului – numit shūrā (شُورَى, lit. „consultare”).

### Origine
După moartea lui Muhammad în 632 e.n. (11 AH), tovarășii săi din Medina au dezbătut care dintre ei ar trebui să-i succedă în conducerea afacerilor musulmanilor, în timp ce casa lui Mahomed era ocupată cu înmormântarea lui. Umar și Abu Ubayda ibn al-Jarrah și-au promis loialitatea față de Abu Bakr, Ansar și Quraysh urmând curând exemplul. Abu Bakr a adoptat titlul de Khalīfaṫ Rasūl Allah (خَلِيفةُ رَسُولِ اللهِ, „Succesorul Mesagerului lui Dumnezeu”) sau pur și simplu calif. Abu Bakr s-a angajat în campanii de propagare a islamului. Mai întâi va trebui să supună triburile arabe, care susțineau că, deși i-au jurat credință lui Mahomed și au acceptat islamul, nu îi datorau nimic lui Abu Bakr. Ca si calif, Abu Bakr nu a fost monarh și nu a pretins niciodată un asemenea titlu; nici unul dintre cei trei succesori ai săi. Mai degrabă, alegerea și conducerea lor s-au bazat pe merit.
În special, toți cei patru califi Rashidun au fost legați de Mahomed prin căsătorie, au fost convertiți timpurii la islam. Potrivit islamului sunit, ei sunt printre zece cărora li s-a promis în mod explicit paradisul, au fost cei mai apropiați însoțitori ai săi prin asociere și sprijin și au fost adesea foarte lăudați de Mahomed și au delegat roluri de conducere în cadrul comunității musulmane în curs de dezvoltare; ei sunt cunoscuți în mod colectiv sub denumirea de Rashidun, sau califi „îndrumați corect” (الْخُلَفاءُ الرّاشِدُونَ, al-Khulafāʾ ar-Rāšidūn), termen derivat dintr-un celebru hadith sunnit, unde după el, Muham ar fi ultimul califa, și va fi apoi urmată de regalitate (Califatul Omayyad fiind ereditar și adesea comparat cu o monarhie). Califatul îndrumat corect este, de asemenea, prezentat în alte hadith-uri despre vremuri de sfârșit în Sunan Abu Dawood și Musnad Ahmad ibn Hanbal, unde se prezice că vor fi restaurați din nou de către Dumnezeu în timpul înainte de Ziua Judecății.

## Califii Bine-călăuziți
- Abdallah Abu Bakr, 632–634
- Omar ibn al-Khattab, 634–644
- Osman ibn Affan, 644–656
- Ali ibn Abi Talib, 656–661

1. ↑  „Rashidun Caliphate”, Wikipedia (în engleză), 3 ianuarie 2025, accesat în 3 ianuarie 2025